# Résolution 2699 du Conseil de sécurité des Nations unies
Membres permanents
- Chine
- États-Unis
- France
- Royaume-Uni
- Russie

Membres non permanents
Résolution no 2698 Résolution no 2700
La résolution 2699 du Conseil de sécurité des Nations unies, adoptée le 2 octobre 2023, a autorisé une mission de sécurité dirigée par le Kenya en Haïti. La mission est une réponse à la crise haïtienne de 2018-2023 et à la guerre des gangs en Haïti, avec le soutien de l'ONU initialement demandé le 7 octobre 2022, un an auparavant. La résolution a également prolongé un précédent embargo sur les armes.
La résolution a été rédigée par les États-Unis et l'Équateur. Treize membres ont voté pour, la Russie et la Chine s'abstenant.
Depuis le 2 octobre 2023, le Kenya, la Jamaïque, les Bahamas, Antigua-et-Barbuda, et la Guinée ont accepté de fournir du personnel, tandis que les États-Unis ont offert un maximum de 200 millions de dollars,. Le 3 janvier 2025, Un contingent de soldats de la paix du Guatemala et du Salvador arrive à Port-au-Prince , en Haïti, pour renforcer la mission de sécurité multinationale soutenue par les Nations unies visant à rétablir l'ordre dans la mission onusienne.